# Igualda posticalis
Igualda posticalis là một loài bọ cánh cứng trong họ Cerambycidae.